# Кройцвертгайм
Кройцвертгайм (нім. Kreuzwertheim) — риночна громада у Німеччині, у землі Баварія.  Підпорядковується адміністративному округу Нижня Франконія. Входить до складу району Майн-Шпессарт. Це сидіння і член адміністративной спільноти Кройцвертгайм.
Населення - 3951 осіб (на 31 грудня 2020). Площа - 20,04 км². 
Офіційний код — 09 6 77 151.

## Географія
Кройцвертгайм розташований на правому березі річки Майн. 

### Поділ громади
Кройцвертгайм має чотири місцеві райони:
- Кройцвертгайм
- Реттбах
- Унтервіттбах
- Вібельбах

### Сусідні Муніципалітети
Кройцвертгайм має такі сусідні муніципалітети:
- Місто Марктгайденфельд
- Риночна громада Тріфенштайн
- Місто Вертгайм
- Громада Гаслох
- Громада Шольбрунн